# Liste der Kulturgüter in Egliswil
Die Liste der Kulturgüter in Egliswil enthält alle Objekte in der Gemeinde Egliswil im Kanton Aargau, die gemäss der Haager Konvention zum Schutz von Kulturgut bei bewaffneten Konflikten, dem Bundesgesetz vom 20. Juni 2014 über den Schutz der Kulturgüter bei bewaffneten Konflikten sowie der Verordnung vom 29. Oktober 2014 über den Schutz der Kulturgüter bei bewaffneten Konflikten unter Schutz stehen.
Objekte der Kategorie A sind im Gemeindegebiet nicht ausgewiesen, Objekte der Kategorie B sind vollständig in der Liste enthalten, Objekte der Kategorie C fehlen zurzeit (Stand: 1. Januar 2023).

## Kulturgüter
| Foto |                                                                              | Objekt                                             | Kat. | Typ | Standort                            | Beschreibung |
| ---- | ---------------------------------------------------------------------------- | -------------------------------------------------- | ---- | --- | ----------------------------------- | --- |
| ja   | Datei hochladen · Wikidata zu Evangelisch-reformierte Pfarrkirche (Q1546503) | Evangelisch-reformierte Pfarrkirche KGS-Nr.: 15353 | B    | G   | Mitteldorfstrasse 1 656451 / 244586 | Um 1400 im gotischen Stil erbautes Kirchengebäude, die bis ins 11. Jahrhundert zurückreicht. Gedrungener Frontturm von 1583.                                        |
| BW   | Datei hochladen · Wikidata zu Haus Zum Sonnenberg (Q29575931)                | Haus zum Sonnenberg KGS-Nr.: 15354                 | B    | G   | Sonnenbergweg 23 656658 / 244724    | 1694 erbauter ländlicher Oberschichtbau im barocken Stil, einst Sitz des Untervogts. Weit vorkragende Ründe mit Gerschilddach, seitliche Laube auf Vierkantstützen. |